# ديزج (غرمي)
ديزج (بالفارسية: دیزج) هي قرية تقع في أردبيل في إيران. يقدر عدد سكانها بـ 556 نسمة بحسب إحصاء 2016.